# Consejo Estatal de Estudiantes de Ingeniería Industrial
El Consejo de Representantes de Estudiantes de Ingeniería Industrial, cuyas siglas son CREII (antes, Consejo Estatal de Estudiantes de Ingeniería Industrial - CEDEII), es la asociación estatal española en la que se encuentran representados los estudiantes de las titulaciones que conducen a la profesión de ingeniero industrial, es decir, las titulaciones de Ingeniero Industrial, graduado en Ingeniería en Tecnologías Industriales y máster en Ingeniería Industrial.
Los fines de la asociación son representar, defender y velar por los derechos e intereses de los estudiantes, a la vez que se promueve la unidad y el intercambio de información y experiencias entre sus miembros. Así mismo, el CREII también persigue fomentar la creación de asociaciones de carácter cultural y apoyar a las ya existentes relacionadas con la Ingeniería Industrial.

## Historia
En julio de 1992, se reunieron en la Escuela Técnica Superior de Ingenieros Industriales de la Universidad Politécnica de Valencia, representantes de alumnos de Ingeniería Industrial de distintas universidades españolas para debatir sobre los inminentes cambios en sus planes de estudio y sacar conclusiones comunes. Este, fue el germen para que casi tres años después, en abril de 1995, en la Escuela Técnica Superior de Ingenieros Industriales de la Universidad de Málaga, se volvieran a reunir y formaran la Asamblea Nacional de Representantes de Ingeniería Industrial (ANRII).
Dos años después, en marzo de 1997, se celebrará, de nuevo en la ETSII de Valencia, la II Asamblea Nacional, dispuestos a hacer de estas asambleas algo periódico. Tras la III Asamblea, celebrada en noviembre de ese mismo año en la Escuela Politécnica Superior de la Universidad de Gerona, llegaría la creación del Consejo Estatal de Estudiantes de Ingeniería Industrial, durante la celebración de la IV asamblea, en marzo de 1998, asamblea organizada por el Centro Politécnico Superior de la Universidad de Zaragoza en Jaca. 
En el XLII Congreso, llevado a cabo en Cartagena, se cambió la denominación debido a los problemas que surgían desde el registro de asociaciones al existir el término de "estatal". Es ahí cuando se adopta el nombre de Consejo de Representantes de Estudiantes de Ingeniería Industrial (CREII).
Desde marzo de 1998 hasta la actualidad, el CEDEII ha organizado periódicamente y sin interrupción dos congresos anuales, lo que ha posibilitado que siga creciendo y llegar a ser la asociación que es en la actualidad.

## Estructura interna
El Consejo Estatal de Estudiantes de Ingeniería Industrial es una asociación asamblearia. Las decisiones que se toman dentro del consejo, son las que salen aprobadas en las asambleas que se celebran semestralmente. Para la ejecución de las decisiones tomadas durante los congresos, la asamblea elige anualmente una comisión denominada comisión permanente, formada por cinco representantes de las diferentes escuelas miembro del CEDEII, que ostentan los cargos directivos de la asociación.
En la XXVIII Asamblea celebrada dentro del XXVIII Congreso del CEDEII en la ETSIIT de la Universidad de Cantabria se aprobó además la creación de otras comisiones de trabajo, con objetivos definidos que sirvieran de ayuda a la directiva de la asociación para la consecución de los objetivos marcados en las asambleas. En aquel momento, las comisiones de trabajo que se crearon fueron:
- Comisión Informativa
- Comisión de Financiación Externa
- Comisión Organizadora de las Jornadas CEDEII
- Comisión Asesora

A raíz del congreso celebrado en primavera en la primavera de 2013 en Ferrol, la Asamblea del CEDEII acordó una reestructuración de las comisiones de trabajo, siendo a partir de ese momento las siguientes:
- Comisión de Comunicación
- Comisión de Relaciones Institucionales y Corporativas (Modificado en la XXXVI Asamblea)
- Comisión de Jornadas (JEDEII - Jornadas Estatales de Estudiantes de Ingeniería Industrial)
- Comisión Asesora

Con esta nueva estructura, el objetivo del CEDEII fue enfocar el trabajo en sectores bien diferenciados, como generador de información y difundiéndola en sus ámbitos de interés (Escuelas de Ingeniería, Universidades, Organismos e Instituciones Oficiales) así como establecer vínculos con entidades relacionadas con la Ingeniería Industrial (Empresas, Organizaciones y Colectivos de Ingeniería).

## Miembros
Actualmente, son miembro del CEDEII todas las escuelas de universidades públicas donde se imparte la titulación de Ingeniería Industrial. La lista de escuelas que forman parte del CEDEII son:
- Escuela Politécnica Superior de Algeciras | Universidad de Cádiz
- Escuela de Ingenierías Industriales de Badajoz | Universidad de Extremadura
- Escuela Técnica Superior de Ingeniería Industrial de Barcelona | Universidad Politécnica de Cataluña
- Escuela Técnica Superior de Ingeniería Industrial de Béjar | Universidad de Salamanca
- Escuela Técnica Superior de Ingeniería de Bilbao | Universidad del País Vasco
- Escuela Técnica Superior de Ingeniería Industrial | Universidad Politécnica de Cartagena
- Escuela Superior de Tecnología y Ciencias Experimentales de Castellón | Universidad Jaime I
- Escuela Técnica Superior de Ingenieros Industriales de Ciudad Real | Universidad de Castilla-La Mancha
- Escuela Politécnica Superior de Elche | Universidad Miguel Hernández
- Escuela Politécnica Superior de Ferrol | Universidad de La Coruña
- Escuela Técnica Superior de Ingenieros Industriales e Ingenieros Informáticos de Gijón | Universidad de Oviedo
- Escuela Politécnica Superior | Universidad de Gerona
- Escuela Politécnica Superior de Huelva | Universidad de Huelva
- Escuela Politécnica Superior de Jaén | Universidad de Jaén
- Escuela Técnica Superior de Ingenieros Industriales | Universidad de Las Palmas de Gran Canaria
- Escuela Politécnica Superior | Universidad Carlos III de Madrid
- Escuela de Ingeniería Industrial e Informática | Universidad de León
- Escuela Técnica Superior de Ingeniería Industrial | Universidad de la Rioja
- Escuela Técnica Superior de Ingenieros Industriales | Universidad Politécnica de Madrid
- Escuela Técnica Superior de Ingenieros Industriales | Universidad Nacional de Educación a Distancia
- Escuela Técnica Superior de Ingenieros Industriales | Universidad de Málaga
- Escuela Técnica Superior de Ingenieros Industriales y de Telecomunicación de Pamplona | Universidad Pública de Navarra
- Escuela Técnica Superior de Ingenieros Industriales y de Telecomunicación de Santander | Universidad de Cantabria
- Escuela Superior de Ingenieros | Universidad de Sevilla
- Escuela Técnica Superior de Ingenierías Industrial y Aeronáutica de Tarrasa | Universidad Politécnica de Cataluña
- Escuela Técnica Superior de Ingeniería Industrial | Universidad Politécnica de Valencia
- Escuela de Ingenierías Industriales[1] | Universidad de Valladolid
- Escuela Técnica Superior de Ingenieros Industriales | Universidad de Vigo
- Centro Politécnico Superior | Universidad de Zaragoza

## Congresos
Los congresos del CEDEII se celebran semestralmente, coincidiendo cada uno con cada cuatrimestre del año académico. La organización del congreso está a cargo de la delegación de alumnos de las escuela donde se vaya a celebrar, escuela que ha sido elegida previamente en congresos anteriores. La lista de los congresos del CEDEII celebrados hasta la fecha son:
- XLIV Congreso CREII Valencia - abril de 2018
- XLIII Congreso CREII Madrid - octubre de 2017
- XLII Congreso CREII Cádiz - mayo de 2017
- XLI Congreso CEDEII Cartagena - octubre de 2016
- XL Congreso CEDEII Bilbao - abril de 2016
- XXXIX Congreso CEDEII Valladolid - noviembre de 2015
- XXXVIII Congreso CEDEII Málaga - abril de 2015
- XXXVII Congreso CEDEII Madrid - octubre de 2014
- XXXVI Congreso CEDEII Las Palmas de Gran Canaria - abril de 2014
- XXXV Congreso CEDEII León - octubre de 2013
- XXXIV Congreso CEDEII Ferrol - abril de 2013
- XXXIII Congreso CEDEII Tarrasa - octubre de 2012
- XXXII Congreso CEDEII Cartagena - abril de 2012
- XXXI Congreso CEDEII Vigo - octubre de 2011
- XXX Congreso CEDEII Elche - abril de 2011
- XXIX Congreso CEDEII Zaragoza - noviembre de 2010
- XXVIII Congreso CEDEII Santander - abril de 2010
- XXVII Congreso CEDEII Sevilla - noviembre de 2009
- XXVI Congreso CEDEII Madrid-Leganés - abril de 2009
- XXV Congreso CEDEII Ferrol - noviembre de 2008
- XXIV Congreso CEDEII Valencia - mayo de 2008
- XXIII Congreso CEDEII Tarrasa - noviembre de 2007
- XXII Congreso CEDEII Cartagena - abril de 2007
- XXI Congreso CEDEII Elche - noviembre de 2006
- XX Congreso CEDEII Zaragoza - marzo de 2006
- XIX Congreso CEDEII Madrid - noviembre de 2005
- XVIII Congreso CEDEII Las Palmas de Gran Canaria - abril de 2005
- XVII Congreso CEDEIi Barcelona - noviembre de 2004
- XVI Congreso CEDEII Bilbao - abril de 2004
- XV Congreso CEDEII Elche - noviembre de 2003
- XIV Congreso CEDEII Valencia-Castellón - abril de 2003
- XIII Congreso CEDEII Zaragoza - noviembre de 2002
- XII Congreso CEDEII Vigo - abril de 2002
- XI Congreso CEDEII Málaga - noviembre de 2001
- X Congreso CEDEII Madrid - abril de 2001
- IX Congreso CEDEII Barcelona - octubre de 2000
- VIII Congreso CEDEII Las Palmas de Gran Canaria - abril de 2000
- VII Congreso CEDEII Valladolid - noviembre de 1999
- VI Congreso CEDEII Sevilla - abril de 1999
- V Congreso CEDEII Badajoz - noviembre de 1998
- IV Congreso CEDEII Jaca - abril de 1998
- III Asamblea ANRII Gerona - noviembre de 1997
- II Asamblea ANRII Valencia - marzo de 1997
- I Asamblea ANRII Málaga - abril de 1995
- Reunión Sectorial Industriales Valencia - julio de 1992

## Comisiones
Desde noviembre de 2015 hasta abril de 2016 las comisiones quedan formadas por Representantes de Estudiantes de las Escuelas y universidades según se lista a continuación:
- Comisión Permanente
  - Presidencia: Asier Jauregui Prada - Universidad del País Vasco / Euskal Herriko Unibersitatea (UPV/EHU)
  - Vicepresidencia:  Manuel Fenollosa Sánchez - Universitat Jaume I (UJI)
  - Secretaría: Pablo Rodríguez Talavera - Universidad de Deusto (UD)
  - Tesorería: Eduardo Pedrosa Gil - Universidad Politécnica de Valencia (UPV)
  - Vocalía: Juan Samuel Tirado Álvarez - Universidad Politécnica de Madrid (UPM)
- Comisión de Comunicación
  - Coordinación: Escuela de Valladolid - Universidad de Valladolid (UVA)
- Comisión de Relaciones Corporativas
  - Coordinación: Facultad de Bilbao - Universidad de Deusto (UD)
- Comisión Asesora
  - Coordinación: Escuela de Madrid - Universidad Politécnica de Madrid (UPM)
- Comisión de Actividades
  - Coordinación: Escuela de Algeciras - Universidad de Cádiz (UCA)